# Route nationale 237 (Argentine)
Pour les articles homonymes, voir Route nationale 237.

La route nationale 237

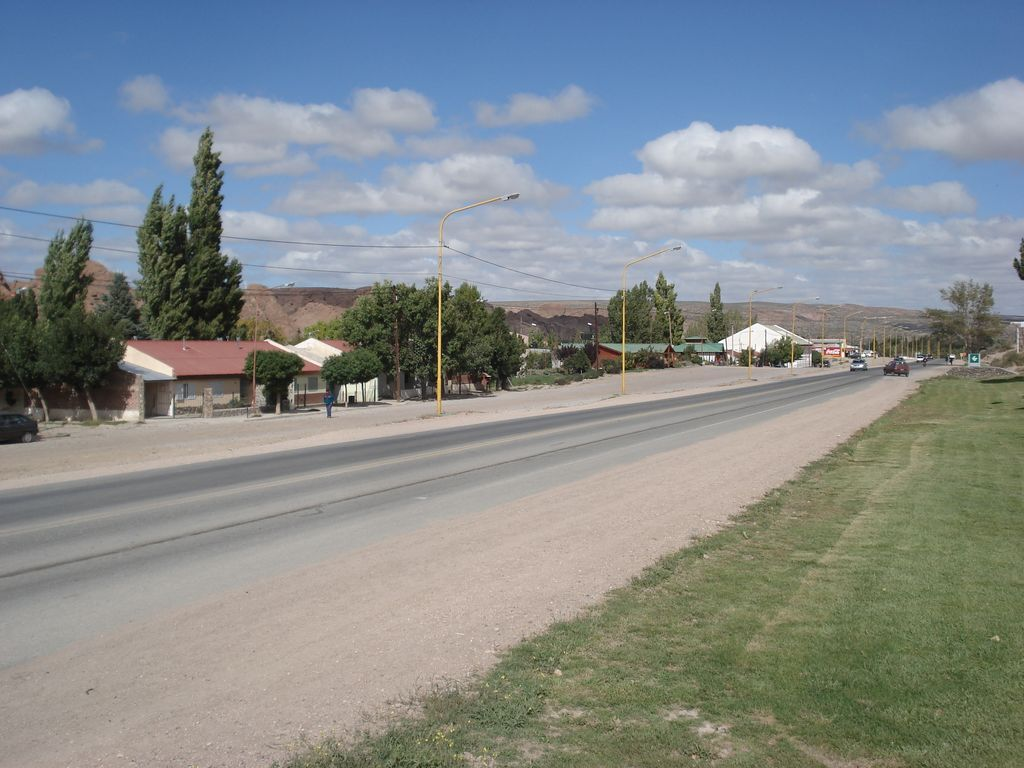
Route nationale 237 : passage par la ville de Piedra del Águila.

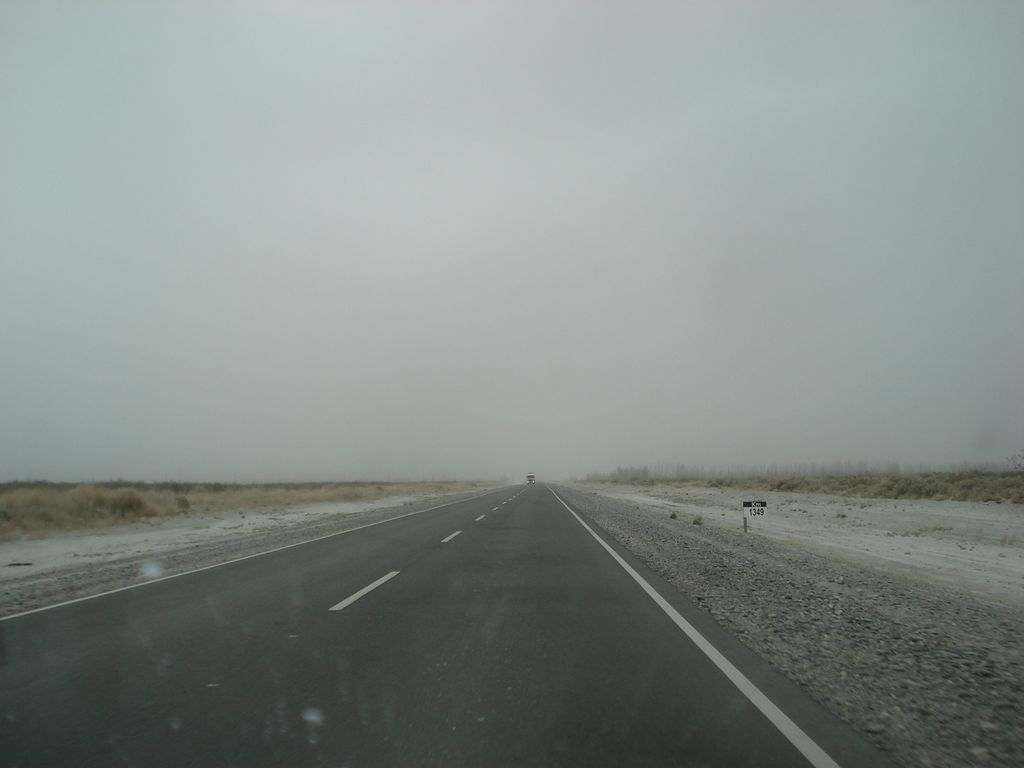
Visibilité réduite en juin 2011, à la suite de la chute de cendres due à l'éruption du volcan Cordón Caulle. Vue prise au niveau de Picún Leufú.

La Ruta Nacional 237 est une route argentine asphaltée, longue de 249 km. Elle traverse l'est de la province de Neuquén. Elle commence par sa connexion avec la route nationale 22, au niveau de la localité d'Arroyito, et se termine au niveau de sa jonction avec la route nationale 40, au niveau du franchissement du río Collón Curá par cette dernière (au lieu-dit Corral de Piedra).
La route est parallèle au Río Limay et s'étend sur sa rive gauche. Quelque 35 km avant son extrémité sud-ouest à Corral de Piedra, la route passe à 1 500 m au sud-est de la lagune Carilauquen Grande.

## Localités traversées

### Province de Neuquén
Parcours : 249 km (km 1270 à 1519 depuis Buenos Aires).
- Département de Confluencia: Arroyito (km 1270) et Villa El Chocón (km 1296).
- Département de Picún Leufú: Picún Leufú (km 1352).
- Département de Collón Curá: Piedra del Águila (km 1445) et accès à Villa Rincón Chico (km 1451).